# Radiazioni ionizzanti
Una radiazione ionizzante è una radiazione che trasporta abbastanza energia da estrarre elettroni dagli atomi o dalle molecole colpiti da tale radiazione, lasciando questi ultimi come ioni positivi atomici o molecolari (cationi). Le radiazioni ionizzanti possono essere costituite da particelle subatomiche o ioni o anche atomi che si muovono ad alte velocità, o anche onde elettromagnetiche con frequenze (o lunghezze d'onda) nell'estremità più energetica dello spettro elettromagnetico.
Le radiazioni ionizzanti sono usate in svariati campi tra cui la medicina, la ricerca, l'industria manifatturiera e l'edilizia, ma presentano rischi per la salute se non vengono prese le giuste misure contro un'esposizione indesiderata. L'esposizione alle radiazioni ionizzanti causa infatti danni ai tessuti degli esseri viventi e può causare mutazioni, malattia acuta da radiazione, cancro e morte.
Le radiazioni ionizzanti sono invisibili e non sono direttamente avvertibili dai sensi umani, perciò sono necessari strumenti per il suo rilevamento, come i contatori Geiger. Tali radiazioni possono comunque causare l'emissione di luce visibile come conseguenza dell'interazione con la materia, come nel caso della radiazione Cherenkov e della radioluminescenza.

## Distinzione tra radiazioni ionizzanti e non ionizzanti
I raggi gamma, i raggi X e la porzione ad alta frequenza degli ultravioletti (UV) dello spettro elettromagnetico sono radiazioni ionizzanti, mentre la parte più bassa degli ultravioletti e anche il resto dello spettro, con frequenza minore degli UV, comprendente la luce visibile (inclusi quasi tutti i tipi di luce laser), gli infrarossi, le microonde e le onde radio, si considera tutto composto da radiazioni non ionizzanti. Il confine che esiste nell'ultravioletto tra radiazioni elettromagnetiche ionizzanti e non ionizzanti non è nettamente definito, dal momento che atomi e molecole diversi vengono ionizzati a energie differenti. Tale confine si colloca convenzionalmente a un'energia del fotone tra 10 eV e 33 eV nell'ultravioletto.

## Esempi di radiazioni ionizzanti
Le particelle subatomiche ionizzanti più comuni comprendono le particelle alfa, le particelle beta e i neutroni. Quasi tutti i prodotti del decadimento radioattivo sono ionizzanti, perché l'energia del decadimento radioattivo è generalmente molto più alta di quella richiesta per ionizzare. Altre particelle subatomiche ionizzanti che esistono naturalmente sono i muoni, i mesoni, i positroni, e altre particelle che costituiscono i raggi cosmici secondari, i quali vengono prodotti dopo che i raggi cosmici primari interagiscono con l'atmosfera terrestre.
I raggi cosmici sono generati dalle stelle e da alcuni eventi celesti catastrofici come l'esplosione di una supernova. I raggi cosmici possono anche produrre radioisotopi sulla Terra (per esempio il carbonio-14), che successivamente decadono e producono una radiazione ionizzante. I raggi cosmici e il decadimento degli isotopi radioattivi sono le principali fonti della radiazione ionizzante naturale sulla Terra, chiamata "radiazione cosmica di fondo". Radiazioni ionizzanti possono essere anche prodotte artificialmente usando tubi a raggi X, acceleratori di particelle, e uno qualsiasi dei vari metodi con i quali vengono prodotti artificialmente i radioisotopi.

## Tipi di radiazione

I raggi alfa (α) consistono in nuclei di elio-4 ad alta velocità, e sono fermati da un foglio di carta. I raggi beta (β), costituiti da elettroni, sono fermati da un foglio di alluminio. I raggi gamma (γ), costituiti da fotoni ad alta energia sono infine assorbiti da materiali molto densi. I raggi di neutroni (n) costituiti da neutroni liberi, sono bloccati da elementi leggeri, come l'idrogeno, che li rallenta e/o li cattura. Non mostrati in figura: i raggi cosmici galattici che consistono in nuclei carichi, come protoni, nuclei di elio, e ioni, dotati di alta energia.

La radiazione ionizzante è classificata in base alla natura delle particelle o delle onde elettromagnetiche che creano l'effetto ionizzante. Queste hanno diversi meccanismi di ionizzazione e possono essere raggruppate come ionizzanti direttamente o indirettamente.

### Direttamente ionizzanti
Ogni particella carica massiva può ionizzare gli atomi direttamente tramite interazione fondamentale attraverso la forza di Coulomb se trasporta un'energia cinetica sufficiente. Queste particelle includono nuclei atomici, elettroni, muoni, protoni. Quando si muovono a velocità relativistiche queste particelle hanno un'energia cinetica sufficiente per essere ionizzanti, ma non sono necessarie velocità di quell'ordine. Ad esempio, una particella alfa tipica è ionizzante, ma si muove a 0.05 c, e un elettrone con 33 eV (con energia sufficiente ad ionizzare qualsiasi elemento) si muove a circa 0.01 c.
In particolare a due sorgenti ionizzanti sono stati dati nomi speciali per riconoscerle: frammenti equivalenti a nuclei di elio, espulsi da nuclei atomici più pesanti sono chiamati particelle alfa e gli elettroni espulsi di solito (ma non sempre) a velocità relativistica sono chiamati particelle beta.
I raggi cosmici naturali sono costituiti principalmente da protoni relativistici, ma comprendono anche nuclei atomici più pesanti come ioni elio e ioni HZE (nuclei da raggi cosmici galattici, con carica elettrica +2) e ad alta energia. Nell'atmosfera i raggi cosmici interagendo con le molecole d'aria producono pioni, che hanno una durata breve, e decadono in muoni, un tipo primario di raggi cosmici che raggiungono il suolo (e lo penetrano anche per un certo tratto).

#### Particelle alfa
Le particelle alfa sono costituite da due protoni e due neutroni legati in una particella identica ad un nucleo di elio. Le emissioni di particelle alfa sono generalmente prodotte nel processo di decadimento alfa, ma possono anche essere prodotte in altri modi. Le particelle alfa sono denominate come la prima lettera dell'alfabeto greco, α. Il simbolo della particella alfa è α o α2+. Poiché sono identici ai nuclei dell'elio, sono anche a volte scritti come He2+ o 42He2+ indicando uno ione di elio con una carica +2 (cioè senza i suoi due elettroni). Se lo ione acquista gli elettroni dall'ambiente, la particella alfa può essere scritta come un normale (elettricamente neutro) atomo di elio
42He.
Le particelle alfa sono fortemente ionizzanti. Se derivano dal decadimento radioattivo hanno una bassa profondità di penetrazione cioè possono essere assorbite da pochi centimetri di aria o appena dalla pelle. Più potenti sono le particelle alfa prodotte da fissione ternaria, cioè le fissioni nucleari con tre prodotti di decadimento, essendo in questo caso di energia molto più elevata, circa tre volte di quelli prodotti dai processi di decadimento nucleare binari, in questo caso sono in grado di attraversare il corpo umano negli strati più profondi. Le particelle alfa costituiscono il 10-12% dei raggi cosmici, e in questo caso hanno energie molto maggiori di quelle dei processi nucleari e quando vengono incontrate nello spazio sono in grado di attraversare il corpo umano e schermi anche molto spessi. Tuttavia questo tipo di radiazioni è notevolmente attenuato dall'atmosfera terrestre, che è uno schermo di radiazioni equivalente a circa 10 metri d'acqua.

#### Particelle beta
Le particelle beta sono elettroni o positroni di grande energia cinetica, emessi da alcuni nuclei radioattivi, come il potassio-40. La produzione delle particelle beta è chiamata decadimento beta. Sono indicate con la lettera greca beta β. Ci sono due forme di decadimento beta, β− e β+,  che danno origine rispettivamente all'elettrone e al positrone.
Quando si dice che qualcosa ha subìto contaminazione radioattiva, significa spesso che la sua superficie emette particelle beta, rilevabili con un contatore Geiger o un altro rivelatore di radiazioni. Che siano beta è facilmente verificabile, infatti avvicinando il misuratore di radiazione alla sorgente il segnale del contatore aumenta visibilmente, ma basta frapporre un foglio di alluminio tra sorgente e strumento per diminuire in maniera sensibile il segnale misurato. Se fosse una contaminazione alfa basterebbe un foglio di carta.
Le particelle beta ad alta energia, mentre passano attraverso la materia, possono produrre raggi X secondari, conosciuti come bremsstrahlung ("radiazione di frenatura"), oppure elettroni secondari, chiamati (raggi delta). Entrambi possono causare a loro volta un effetto di ionizzazione indiretta (terziaria).
La radiazione di bremsstrahlung riguarda la schermatura degli emettitori beta, poiché l'interazione delle particelle beta con il materiale schermante produce radiazioni di Bremsstrahlung. Questo effetto è maggiore con il materiale di elevato numero atomico, per evitare questo effetto indesiderato gli schermi per le particelle beta sono fatti con materiali che hanno un basso numero atomico.

#### Positroni
Il positrone, detto anche "antielettrone", è l'antiparticella (o la controparte in antimateria) dell'elettrone. Quando un positrone a bassa energia collide con un elettrone a bassa energia, si verifica l'annichilazione, con conseguente trasformazione della loro massa in energia totale di due o più fotoni gamma.
I positroni possono essere generati da un decadimento nucleare o attraverso interazioni deboli o dalla produzione di coppia prodotta da un fotone sufficientemente energetico. I positroni sono fonti artificiali comuni di radiazione ionizzante utilizzate nelle scansioni mediante tomografia a emissione di positroni (PET), una tecnica di diagnostica medica.
Poiché i positroni sono particelle caricate positivamente, possono anche ionizzare direttamente un atomo attraverso la interazione Coulombiana.

#### Radiazione elettromagnetica

Diversi tipi di radiazioni elettromagnetiche

L'assorbimento totale da parte del piombo (numero atomico 82) dei raggi gamma permette di distinguere tre effetti del suo contributo, in un funzione dell'energia dei raggi stessi,. A bassa energia il meccanismo dominante è l'effetto fotoelettrico mentre per energie superiori a 5 MeV, domina la produzione di coppie elettrone-positrone.

Quando la frequenza delle onde elettromagnetiche è superiore a quella visibile, gli effetti della quantizzazione delle onde elettromagnetiche sono più evidenti, per cui in tale parte dello spettro elettromagnetico, si parla di fotoni.
Anche se i fotoni sono elettricamente neutri, possono ionizzare gli atomi direttamente attraverso l'effetto fotoelettrico e l'effetto Compton. Ciascuna di queste interazioni provocherà l'espulsione di un elettrone da un atomo a velocità relativistiche, trasformando tale elettrone in una particella beta (particella beta secondaria) che ionizzerà molti altri atomi. Poiché la maggior parte degli atomi interessati sono ionizzati direttamente dalle particelle beta secondarie, i fotoni sono chiamati radiazioni indirettamente ionizzanti.

La radiazione di fotoni è chiamata raggi gamma se prodotta da una reazione nucleare, decadimento di particelle subatomiche, o decadimento radioattivo all'interno del nucleo. Altrimenti è chiamata raggi x se prodotta all'esterno del nucleo. Il generico termine "fotone" è perciò utilizzato per descrivere entrambi.
I raggi X normalmente hanno energia inferiore rispetto ai raggi gamma, e con una vecchia convenzione si definiva il confine a una lunghezza d'onda di 10−11 m o a un'energia di 100 keV. Questa soglia è stata dettata dalle limitazioni dei vecchi tubi a raggi X ed alla mancata conoscenza delle cosiddette transizioni isomeriche. Le tecnologie e le scoperte moderne hanno portato ad una sovrapposizione tra le energie a raggi X e gamma. In molti campi sono funzionalmente identici, differendo per gli studi terrestri solo per l'origine della radiazione. In astronomia, però, dove l'origine delle radiazioni spesso non può essere determinata in modo affidabile, è stata conservata la vecchia divisione energetica, con raggi X definiti tra 120 eV e 120 keV e raggi gamma come di qualsiasi energia superiore a 100/120 keV, indipendentemente dalla fonte. La maggior parte dei "raggi gamma astronomici" conosciuti, non sono originati nei processi radioattivi nucleari, ma piuttosto derivano da processi come quelli che producono raggi X astronomici, solo che sono prodotti da elettroni molto più energetici.
L'assorbimento fotoelettrico è il meccanismo dominante nei materiali organici per le energie fotoniche inferiori a 100 keV, tipiche del tubo a raggi X classico. A energie superiori a 100 keV, i fotoni ionizzano la materia sempre più attraverso l'effetto Effetto Compton e poi indirettamente attraverso la produzione di coppia(elettrone-positrone) ad energie superiore ai 5 MeV. La figura più in basso, in cui sono sintetizzati i vari processi di ionizzazione, per quanto riguarda i raggi gamma mostra due scattering Compton che si verificano in sequenza. In ogni evento di scattering, il raggio gamma trasferisce energia ad un elettrone e continua sul suo cammino in una direzione diversa ma con energia inferiore.

#### Ultravioletto
La radiazione elettromagnetica in cui i fotoni hanno energia compresa tra 3,1 eV (quindi lunghezza d'onda di 400 nm) e 124 eV (10 nm) è chiamato ultravioletto.
Tale radiazione rappresenta una specie di demarcazione tra la radiazione ionizzante e quella non ionizzante. Infatti i raggi X che hanno energie superiori a 124 eV sono sicuramente sempre ionizzanti, per quanto riguarda gli ultravioletti la distinzione non vi è un limite fisico preciso. Ad esempio il Cesio ha una energia di prima ionizzazione di appena 3,89 eV quindi anche gli ultravioletti meno energetici sono in grado di ionizzarlo. Ma il Cesio è un caso estremo, l'energia di prima ionizzazione dell'ossigeno e dell'idrogeno è di circa 14 eV, per questa ragione l'agenzia delle telecomunicazioni degli USA definisce la radiazione ionizzante quella con un'energia superiore a 10 eV.
Ma invece l'Agenzia per la protezione dell'ambiente degli USA stabilisce il limite come soglia biologica per le radiazioni ionizzanti 33 eV.  La Commissione Internazionale sulle unità e misure della radiazione (ICRU) indica tale limite con il nome colloquiale "valore W". L'energia di 33 eV è quella che viene persa mediamente per ionizzare una molecola d'acqua, creando una coppia di ioni assieme ad altri processi quali l'eccitazione.
L'energia di 33 eV (lunghezza d'onda di 38 nm) cade nella regione di transizione con i raggi X, tale parte dello spettro elettromagnetico viene chiamata estremo ultravioletto e quindi da un punto di vista biologico solo l'estremo ultravioletto è una radiazione ionizzante.

#### Nuclei carichi
I nuclei carichi sono parte dei raggi cosmici galattici e solari, mentre non hanno fonti naturali sulla terra. Tali nuclei carichi, sono frenati da strati relativamente sottili di schermatura tra cui gli abiti o la pelle. Tuttavia, l'interazione risultante genera radiazioni secondarie e causa effetti biologici in cascata. Se, ad esempio, solo un atomo di tessuto viene spostato da un protone energetico, la collisione provoca ulteriori interazioni nel corpo. Questo è chiamato "trasferimento di energia lineare" (LET), cioè avviene uno scattering elastico.
Il LET è molto simile all'urto elastico tra punti materiali, in cui l'energia iniziale si ridistribuisce tra le due particelle in maniera disuguale. Quando un nucleo carico colpisce un nucleo relativamente lento di un oggetto nello spazio, si verifica la LET e i neutroni, le particelle alfa, i protoni a bassa energia e altri nuclei verranno liberati da queste collisioni e contribuiscono alla dose totale di energia assorbita dal tessuto.

### Indirettamente ionizzanti
La radiazione ionizzante indiretta è elettricamente neutra e pertanto non interagisce in maniera determinante con la materia. La maggior parte degli effetti di ionizzazione sono dovuti a ionizzazioni secondarie.
Un esempio di radiazione ionizzante indiretta è l'attivazione neutronica.

#### Neutroni
I neutroni hanno carica elettrica pari a zero e quindi non ionizzano direttamente la materia. Ma avendo i neutroni una massa praticamente eguale a quella dei protoni degli atomi di idrogeno in una collisione elastica (LET) con i nuclei di idrogeno, trasferiscono integralmente ai protoni la loro quantità di moto, quindi l'atomo di idrogeno viene ionizzato. I prodotti della reazione (elettrone e protone) essendo molto energetici risultano delle radiazioni secondarie molto ionizzanti.
Se i neutroni colpiscono in maniera elastica nuclei più pesanti dell'idrogeno,  viene trasferita meno energia, infatti solo nell'urto elastico tra particelle eguali la quantità di moto della particella che urta viene trasferita integralmente a quella urtata. Quindi dopo l'urto si avrà un neutrone che conserva parte della sua energia cinetica e un atomo,in genere ionizzato, che costituisce una radiazione secondaria ionizzante: in questo caso si parla di dispersione elastica. Ma è possibile anche un altro meccanismo, l'urto anelastico in cui i neutroni vengono assorbiti in un processo chiamato cattura neutronica e causano l'attivazione neutronica del nucleo, un fenomeno di questo genere è chiamata anche dispersione anelastica. 
A seconda della velocità dei neutroni e dalla loro sezione d'urto con i nuclei si verifica più facilmente dispersione elastica o anelastica. I neutroni quando hanno piccole energie cinetiche vengono chiamati neutroni termici. La attivazione neutronica è più probabile con i neutroni termici.
La attivazione neutronica con la maggior parte dei tipi di nuclei genera di solito nuclei radioattivi. Ad esempio il comune isotopo dell'ossigeno, con numero atomico 16, se subisce l'attivazione neutronica, dopo la prima rapida transizione con emissione di un protone viene formato azoto-16, tale isotopo è radioattivo che decade emettendo un raggio beta molto energetico diventando di nuovo ossigeno-16. Questo processo può essere scritto come:
16O + n → 16N (cattura di neutroni veloci possibile se l'energia dei neutroni è maggiore di 11 MeV)
16N → 16O + β− (tempo di decadimento t1/2 = 7.13 s)
I raggi β− prodotti hanno una elevata energia e quando vengono frenati interagendo con la materia producono radiazione di Bremsstrahlung molto energetica raggi γ o X.

Interazione di radiazioni - i raggi gamma sono rappresentati da linee ondulate, le particelle cariche e i neutroni da linee rette. I piccoli cerchi mostrano dove si verifica la ionizzazione.

Sebbene non sia una reazione frequente, la reazione 16O + n → 16N è una delle principali fonti di raggi X emessi dall'acqua di raffreddamento di un reattore nucleare ad acqua pressurizzata e contribuisce enormemente alla radiazione generata da un reattore nucleare raffreddato ad acqua durante il funzionamento.
Per questa ragione si preferisce moderare i neutroni,cioè rallentare la loro velocità, mediate schermi di idrocarburi
che hanno un'abbondanza di idrogeno.
Nei materiali fissili, i neutroni secondari possono produrre una catena di decadimento nucleare, causando una maggiore quantità di ionizzazione dei prodotti della fissione.
Al di fuori del nucleo, i neutroni liberi sono instabili e hanno una vita media di 14' 42". Un neutrone libero decade mediante emissione di un elettrone e di un antineutrino elettronico per diventare un protone, un processo noto come decadimento beta:
Nella figura a fianco, in basso, è mostrato un neutrone che urta in maniera elastica un protone del materiale bersaglio, che diventa un protone rapido che ionizza a sua volta. Mentre il neutrone termico viene catturato da un nucleo in una reazione-(n,γ) che porta all'emissione di un raggio γ .

## Effetti fisici

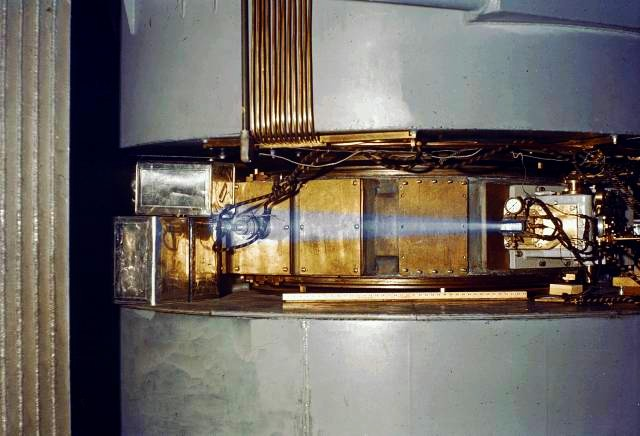
La radiazione ionizzante ad alta intensità nell'aria può produrre una visibile luminescenza di aria ionizzata di colore blu-violaceo. In questa immagine si tratta di radiazioni ionizzanti di un ciclotrone.

### Effetti nucleari
I neutroni, i raggi alfa e i raggi gamma estremamente energetici (> 20 MeV) possono causare trasmutazione nucleare. I meccanismi rilevanti sono l'attivazione di neutroni e la fotodisintegrazione. Un numero abbastanza grande di trasmutazioni può cambiare le proprietà macroscopiche e indurre i bersagli a diventare radioattivi, anche dopo che la fonte originale viene rimossa.

### Effetti chimici
La radiazione ionizzante interagendo con le molecole può portare a:
- radiolisi (rottura dei legami chimici)
- formazione di radicali liberi altamente reattivi. Questi radicali liberi, avendo un elettrone spaiato, possono reagire chimicamente con gli elementi confinanti, sottraendo ad essi un elettrone, anche dopo che la radiazione originale si è arrestata.
- distruzione dei reticoli dei cristalli, facendoli diventare amorfi.
- accelerazione delle reazioni chimiche, come la polimerizzazione, contribuendo a raggiungere l'energia di attivazione richiesta per la reazione.

Ci sono invece alcuni elementi che sono immuni agli effetti chimici delle radiazioni ionizzanti, come i fluidi monoatomici (es. Sodio fuso) che non hanno legami chimici da rompere e nessun reticolo cristallino da disturbare. Invece i composti biatomici semplici con entalpia di formazione molto negative, come l'acido fluoridrico, invece si riformeranno rapidamente e spontaneamente dopo la ionizzazione.

### Effetti elettrici
La ionizzazione dei materiali aumenta temporaneamente la loro conducibilità. Questo è un pericolo particolare nella microelettronica dei semiconduttori, impiegata in apparecchiature elettroniche, con il rischio di correnti in ritardo che introducono errori di funzionamento o nel caso di alti flussi viene danneggiato in modo permanente il dispositivo stesso. La radiazione protonica esistente nello spazio può anche modificare in maniera significativa lo stato di circuiti digitali.
I dispositivi destinati ad ambienti ad elevata radiazione, come le apparecchiature spaziali (extra-atmosferiche) e per l'industria nucleare, possono essere fabbricate in modo da resistere a tali effetti attraverso il design, la selezione dei materiali e i metodi di fabbricazione. In realtà i circuiti più complessi mediante il software riescono a compensare gli errori dovuti alla irradiazione.

### Penetrazione nella materia
Le modalità di penetrazione della radiazione si differenzia in base alla natura delle particelle che la compongono.

### Penetrazione della radiazione indirettamente ionizzante
Le radiazioni indirettamente ionizzanti sono caratterizzate da un'attenuazione esponenziale: consideriamo un fascio collimato di particelle neutre stessa energia con flusso {\displaystyle \phi _{0}} che attraversa uno spessore di materiale {\displaystyle L}. Dopo lo spessore di materiale il flusso si sarà ridotto a
{\displaystyle \phi (L)=\phi _{0}e^{-\mu L}}
dove {\displaystyle \mu } prende il nome di coefficiente di attenuazione lineare, che ha le dimensioni dell'inverso di una lunghezza.

### Penetrazione della radiazione direttamente ionizzante
Le particelle cariche di uno stesso tipo e di stessa energia attraversano tutte mediamente lo stesso spessore di materiale, detto "range". Durante la loro attraversata del mezzo cedono, ad ogni interazione con esso, parte della loro energia. Si definisce quindi il potere frenante del mezzo {\displaystyle S} come la quantità di energia persa dalle particelle cariche nell'unità di percorso.
{\displaystyle S={\frac {\operatorname {d} T}{\operatorname {d} l}}}
Di maggiore utilità pratica è il potere frenante di massa, definito come, detta {\displaystyle \rho } la densità del mezzo:
{\displaystyle {\frac {S}{\rho }}={\frac {1}{\rho }}{\frac {\operatorname {d} T}{\operatorname {d} l}}}
misurato ad esempio in MeV·cm2·g−1. Il potere frenante è scindibile in tre componenti:
- Potere frenante di massa elettronico, dovute alle perdite di energia a causa di collisioni con elettroni atomici.
- Potere frenante di massa per irraggiamento, dovuto alle perdite di energia per irraggiamento.
- Potere frenante di massa nucleare, dovute alle perdite di energia a causa degli urti elastici con i nuclei.

Il potere frenante elettronico è stato teoricamente calcolato da Bethe e Bloch e condensato nella formula di Bethe, che descrive l'andamento del potere frenante elettronico al variare del {\displaystyle \beta \ e\ \gamma } della particella. 
({\displaystyle \beta } è il rapporto tra la velocità della particella e quella della luce, {\displaystyle \gamma } è il fattore di Lorentz cioè {\displaystyle \gamma ={\frac {1}{\sqrt {1-\beta ^{2}}}}}).
Di particolare interesse nelle applicazioni è la curva di Bragg, che descrivere la perdita di energia per ionizzazione delle particelle cariche al variare della profondità di penetrazione. A fine percorso la curva di Bragg presenta un picco, detto picco di Bragg, sfruttato nell'adroterapia per concentrare il fascio sull'area del tumore.

## Effetti sulla salute umana
Nei casi in cui la radiazione ionizzante incida su tessuti biologici, può causare danni di tipo sanitario, sia al corpo umano che sul cervello.
I danni che una radiazione ionizzante può provocare ai tessuti biologici sono di vario tipo e vengono suddivisi in:
- danni somatici deterministici;
- danni somatici stocastici;
- danni genetici stocastici.

In particolare la radiazione alfa presenta un basso potere di penetrazione, quindi viene facilmente fermata dallo strato superficiale della pelle costituita da cellule morte, di conseguenza non è pericolosa per l'uomo nei casi di irradiazione esterna. Diventa invece pericolosa nelle situazioni in cui la sorgente radioattiva viene inalata o ingerita (irradiazione interna) perché in questo caso può ledere direttamente tessuti radiosensibili (tipico caso è quello del radon in cui appunto l'isotopo radioattivo viene inspirato e quindi può decadere all'interno del corpo umano emettendo radiazione alfa). La radiazione gamma (fotoni) invece, avendo un potere di penetrazione molto elevato, può risultare pericolosa per gli esseri viventi anche in situazioni di irradiazione esterna. La quantità di radiazione assorbita da un corpo viene chiamata dose assorbita e si misura in gray.

### Effetti delle radiazioni ionizzanti sul cavo orale
La radioterapia rappresenta un trattamento largamente utilizzato, da solo o in associazione alla chirurgia e/o alla chemioterapia, nel trattamento delle neoplasie maligne del cavo orale. L'effetto biologico delle radiazioni ionizzanti si traduce in un miglioramento del controllo loco regionale della malattia ma anche in una serie di effetti collaterali acuti e cronici a carico delle strutture del cavo orale quali mucosite, carie dentarie e paradontopatie, xerostomia, trisma e osteoradionecrosi.
Il danno da radiazioni ionizzanti a carico dei denti e delle strutture paradontali sono una delle più importanti ed invalidanti tossicità correlate ad un trattamento radioterapico per neoplasia del cavo orale;  insorgono a partire da 12-18 mesi dalla fine della radioterapia e tendono a peggiorare sensibilmente nel tempo [1].

#### Genesi multifattoriale del danno dentario da radiazioni ionizzanti
Le alterazioni dentarie indotte dalle radiazioni ionizzanti hanno una genesi multifattoriale e possono essere provocate sia da un danno diretto a carico delle strutture del dente sia, più frequentemente, sono secondarie al danno provocato dalle radiazioni ionizzanti a carico della mucosa del cavo orale e delle ghiandole salivari.

##### Mucosite attinica
Le radiazioni ionizzanti inducono la mucosite sia per un meccanismo fisico diretto sia mediato dal rilascio di mediatori dell'infiammazione.
A partire dalla seconda settimana di radioterapia compare un arrossamento delle mucose associato a bruciore; il quadro clinico prosegue nelle settimane successive con la formazione di lesioni ulcerative irregolari, spesso coperte da pseudomembrane che possono sanguinare e provocare dolore alla deglutizione con difficoltà ad alimentarsi e calo ponderale. Il quadro clinico può diventare particolarmente severo e rendere necessaria l'ospedalizzazione del paziente per consentire un adeguato supporto nutrizionale ed antalgico ed evitare così un ritardo nel completamento delle terapie prescritte che comprometterebbe il risultato terapeutico.
L'incidenza e la gravità della mucosite attinica dipende da fattori sia correlati al trattamento che al paziente oncologico. Tra i primi ricordiamo l'associazione con la chemioterapia e fattori radioterapia-correlati, come dose totale,  frazionamento, volume irradiato, e tecnica di irradiazione. L'impiego dell'ipofrazionamento si associa a quadri più severi di mucosite, mentre l'uso di tecniche di irradiazione a fasci modulati (IMRT) consente di ridurre sensibilmente la dose di radiazioni alle mucose del cavo orale.
Tra i pazienti con neoplasie del distretto cervico-facciale sono abbastanza comuni condizioni predisponenti che possono influenzare l'esordio e la gravità della mucosite quali carenze nutrizionali, scarsa igiene orale ed abitudine al fumo. Dopo la risoluzione del quadro acuto, a distanza di 12-18 mesi dalla fine del trattamento, possono insorgere gli effetti tardivi della radioterapia, legati ai danni a carico della componente vascolo-stromale della mucosa. Si verifica una riduzione della capacità di riparazione dei tessuti parodontali e si osserva il progressivo allargamento dello spazio parodontale, la distruzione della lamina dura alveolare e la perdita progressiva di attacco del dente. Il rischio di infezione parodontale viene, inoltre, aumentato dalla iposcialia con aumento dell'accumulo di biofilm e modifica della composizione del microbiota orale.

##### Ageusia
L'ageusia è un quadro clinico caratterizzato dalla perdita del gusto come conseguenza di un danno a carico delle papille gustative localizzate a livello della base linguale. L'ageusia è un'alterazione che insorge precocemente in corso di radioterapia sul cavo orale

##### Xerostomia
La xerostomia è un quadro clinico caratterizzato da secchezza della bocca dovuta a un'insufficiente produzione di saliva. Tutti i pazienti sottoposti a trattamento radioterapico per le neoplasie del testa-collo mostrano un qualche grado di xerostomia come risultato del danno da radiazione a carico delle ghiandole salivari.
Le ghiandole salivari rispondono precocemente alle radiazioni ionizzanti con una riduzione del flusso salivare che insorge già dopo le prime sedute di radioterapia. Il danno alla ghiandola parotide diviene irreversibile già per dosi basse ed è legata principalmente ad una distruzione degli acini ghiandolari responsabili della secrezione sierosa della ghiandola [2].  Come conseguenza del danno radioindotto la saliva diventa più vischiosa perdendo la sua capacità lubrificante e si verifica un cambiamento della composizione chimica salivare con riduzione della concentrazione di elettroliti e di quella enzimatica ed anticorpale.  Tali modifiche rendono la saliva incapace favorire la naturale re-mineralizzazione dei tessuti duri del dente e di svolgere una azione antibatterica con maggior rischio di infezioni parodontali.

##### Danno dentale diretto da radiazioni ionizzanti
L'azione diretta delle radiazioni ionizzanti a carico della struttura dentaria consiste in un danno specifico della giunzione fra smalto e dentina, denominata delaminazione, in grado accelerare il processo della carie,  già favorito da mucosite, ageusia ed iposalivazione radio indotte.
Lo sviluppo della carie radio-indotte segue un percorso evolutivo diverso da quello della carie tradizionale. Anziché fessurazioni o cavità a livello della zona interdentale, le lesioni dentali post-attiniche si manifestano con usura dello smalto e fessurazioni a livello della regione cervicale e cuspidale del dente, solitamente considerate come zone resistenti alle carie. Successivamente lo smalto che riveste la corona assume un colorito brunastro e compaiono fessurazioni delle superficie incisale e occlusale del dente che tendono rapidamente a progredire con fessurazioni della dentina (carie penetranti),  fino all'amputazione della corona e diffusa distruzione della dentizione nel giro di pochi mesi.
La giunzione smalto-dentina è costituita da una matrice organica ricca di proteine e sali minerali che serve a mantenere adesi tra loro i due tessuti duri del dente dissipando gli insulti meccanici ed impedendo alle alterazioni dello smalto di propagarsi nella dentina.  L'analisi in vivo o in vitro della giunzione smalto/dentina di denti che avevano ricevuto una dose di radioterapia di 40-70 Gy ha evidenziato una riduzione della componente proteica della matrice che si traduce in una minore elasticità della stessa ed in una maggiore probabilità di delaminazione. Ciò dimostra che la radioterapia rappresenta un fattore di rischio indipendente alla base del danno radiondotto della giunzione smalto-dentina [5].  Tale osservazione trova una corrispondenza anche a livello clinico nell'osservazione di una relazione tra dose ricevuta dai denti e gravità del danno dentale. In conclusione le alterazioni delle capacità lubrificanti ed antibatteriche correlate all'iposalivazione insieme alla cattiva igiene orale e ad abitudini dietetiche scorrette, rappresentano le cause principali dello sviluppo delle carie dentali da radioterapia, con insorgenza peculiare a livello della regione cervicale del dente dove smalto e dentina sono più direttamente esposte alle modificazioni radioindotte dell'ambiente orale.

#### Prevenzione delle carie radio indotte
Il paziente candidato a radioterapia per neoplasia del cavo orale dovrebbe eseguire sempre una valutazione odontoiatrica prima di iniziare il trattamento;  infatti, risulta chiaro come numerose patologie del cavo orale e un'igiene scadente facilmente si tramutino durante e dopo il trattamento in complicanze odontogene che possono richiedere procedure chirurgiche invasive. La valutazione odontoiatrica preliminare ha lo scopo di identificare le malattie e i disturbi orali presenti e il potenziale rischio di malattie orodentali che potrebbero manifestarsi o aggravarsi con le terapie oncologiche; la visita preliminare deve essere sempre accompagnata da un'ortopantomografia e, qualora sussistano dubbi diagnostici, da radiogrammi endorali. L'intervento terapeutico odontoiatrico da eseguire prima dell'inizio delle cure oncologiche comprende:
- arrotondamento, levigatura e lucidatura delle parti acuminate e taglienti dei denti naturali, dei restauri conservativi e protesici, in modo che non siano causa di trauma e lesione per le mucose orali;
- valutazione e correzione di protesi complete o parziali rimovibili, in modo che non provochino lesioni mucose o ristagno di cibo che, in associazione all'iposalivazione conseguente al trattamento radiante, faciliterebbe l'insorgenza di infezioni parodontali o carie secondarie.
- restauro degli elementi dentali cariati con idonea prognosi; qualora sia possibile la conservazione degli elementi dentali, è importante tuttavia valutare la motivazione e le capacità del paziente di effettuare una corretta igiene orale nel corso della radioterapia.
- estrazione chirurgica degli elementi dentali con prognosi dubbia o infausta (carie dentarie non curabili, lesioni o granulomi apicali, residui radicolari)  per evitare infezioni in corso di radioterapia. le estrazioni dentali dovrebbero essere preferibilmente completate tre settimane prima dell'inizio delle terapie oncologiche, e, comunque, non meno di dieci giorni prima. Anticipare l'estrazione di tutti gli elementi dentari con prognosi non prevedibile consente inoltre di contenere il rischio di osteoradionecrosi correlata agli interventi estrattivi eseguiti dopo il termine della radioterapia [8].
- sospensione dei trattamenti ortodontici e rimozione degli apparecchi ortodontici fissi per evitare traumi ai tessuti orali;   la costituzione di nuovi manufatti protesici deve essere comunque rimandata ad almeno sei mesi dalla fine del trattamento radiante.
La prevenzione del danno a carico delle mucose del cavo orale e delle ghiandole salivari maggiori si basa anche sull'impiego di tecniche di radioterapia con fasci modulati o volumetriche (IMRT,VMAT) che consentono di ridurre sensibilmente la dose a carico di queste strutture critiche e spesso di escludere dal volume di trattamento la ghiandola parotide controlaterale alla lesione neoplastica [9] . L'impiego di tecniche IMRT dovrebbe rappresentare quindi lo standard terapeutico per il trattamento radiante delle neoplasie del distretto cervico-facciale. Tutti gli altri presidi per la prevenzione dell'iposalivazione si sono dimostrati inefficaci (ad esempio gli stimolatori della secrezione salivare come la pilocarpina) o correlati ad importanti effetti collaterali che ne hanno limitato l'uso nella pratica clinica (ad esempio farmaci radioprotettori come l'amifostina).

#### Cure dentali dopo la radioterapia
Nei pazienti che hanno effettuato radioterapia, le estrazioni dentali sono da evitare per l'elevato rischio di osteoradionecrosi. Una revisione sistematica ha stimato l'incidenza totale di osteoradionecrosi dopo l'estrazione del dente in pazienti irradiati al 7%; se le estrazioni venivano effettuate in regime di ossigeno terapia iperbarica profilattica, l'incidenza era ridotta al 4%, mentre alle estrazioni dentali con terapia antibiotica preventiva conseguiva osteoradionecrosi nel 6% dei casi [10]. Le estrazioni dovrebbero essere condotte con tecnica minimamente traumatica ed è opportuno cercare di ottenere la chiusura primaria della ferita nei tessuti molli. In caso di rischio elevato di osteoradionecrosi (immunodeficienza, malnutrizione, dose somministrata superiore a 60Gy, elevato frazionamento della dose, previsione di trauma locale elevato, parodontite) è opportuno considerare il mantenimento dell'elemento con terapia canalare e restauro o amputazione coronale.
Le terapie restaurative delle carie radiondotte dovrebbero essere posposte al momento in cui il paziente è in remissione della malattia oncologica primaria. L'esecuzione dei restauri protesici con corone complete potrà essere realizzato solo se il paziente è in grado di mantenere adeguati standard igienici e preferibilmente con margini subgengivali.
Anche la patologia parodontale dovrebbe essere trattata adeguatamente, con minimo trauma alle strutture adiacenti e ai tessuti molli. Sono utili sedute di rinforzo della motivazione del paziente al mantenimento dell'igiene orale, istruzioni di igiene orale personalizzate e trattamento di igiene orale professionale la cui frequenza viene stabilita su base individuale.

## Dosimetria e radioprotezione
La dosimetria è una branca della fisica che si occupa di valutare la quantità di energia ceduta dalle radiazioni alla materia. La principale grandezza dosimetrica è la dose assorbita, che quantifica l'energia assorbita per unità di massa, che però è indipendente dai danni biologici della radiazione. Tali danni sono compresi nella definizione dell'equivalente di dose, ma per usi pratici in radioprotezione si usano la dose equivalente, che considera i danni indotti da diversi tipi di radiazione, e la dose efficace, che considera la diversa sensibilità dei vari tessuti degli organismi viventi.
La tabella seguente mostra le unità di misura utilizzate per alcune quantità relative alle radiazioni e le quantità di dosaggio nelle unità SI e non SI.
| Quantità                                          | Rivelatore di particelle                                                                                        | unità CGS      | unità SI                                | Altre unità         |
| ------------------------------------------------- | --- | -------------- | --------------------------------------- | ------------------- |
| Tasso di disintegrazione                          | |                | Becquerel (Bq) 1 decadimento al secondo | Curie(1 Ci=37 GBq)  |
| Flusso di particelle                              | contatore Geiger, contatore proporzionale, scintillatore                                                        | numero/(cm²·s) | numero/(m²·s)                           |                     |
| Energia radiante per u di superficie              | dosimetro termoluminescente, dosimetro a pellicola                                                              |                | joule⁄metre2                            | MeV⁄cm2             |
| Fascio di energia                                 | Contatore proporzionale                                                                                         |                | Joule                                   | Elettronvolt        |
| Trasferimento lineare di energia                  | quantità derivata                                                                                               | MeV⁄cm         | Joule⁄metro                             | keV⁄μm              |
| Kerma (Energia cinetica rilasciata nella materia) | camera a ionizzazione, rivelatore a semiconduttore, dosimetro a fibra di quarzo, misuratore di caduta Kearny    | StatC⁄cm³      | Gray (Gy) [Gy]= J/Kg                    | Rad (1Rad=0,01 Gy)  |
| Dose assorbita                                    | calorimetro | rad            | Gray                                    | rep                 |
| Dose equivalente                                  | quantità derivata dalla dose assorbita, moltiplicata per un fattore di pericolosità dipendente dalla radiazione |                | Sievert (Sv) 1Sv=1J/1Kg                 | Rem (1 rem=0,01 Sv) |
| Dose efficace                                     | quantità derivata                                                                                               |                | Sievert                                 | Rem                 |

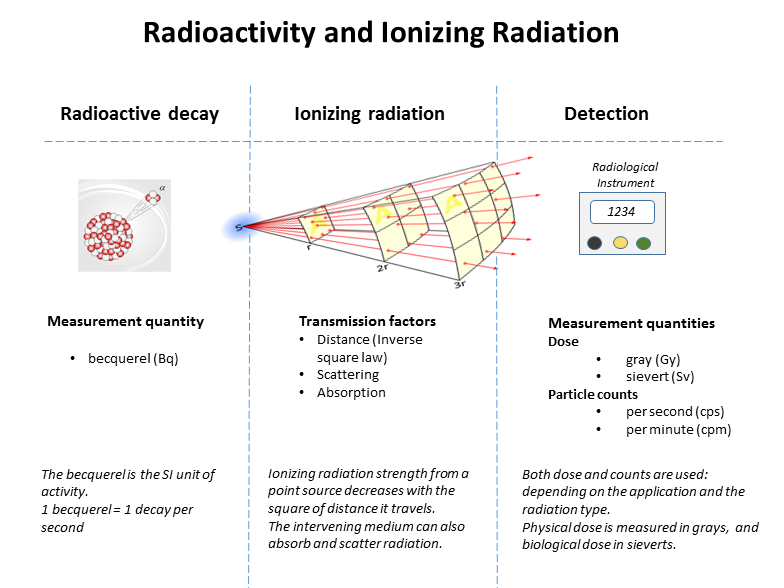
Grafico che mostra la relazione tra la radioattività e la radiazione ionizzante rilevata

Di particolare importanza è la protezione dai pericoli delle radiazioni ionizzanti, che tramite opportuni protocolli di radioprotezione cerca di prevenire il più possibile tali danni. A livello internazionale l'ente che si occupa di promuovere il miglioramento delle conoscenze nel campo della radioprotezione è l'International Commission on Radiological Protection (ICRP).
Generalmente ci sono tre metodi standard per limitare l'esposizione e quindi i danni: 
1. Tempo: le persone esposte a radiazione, oltre a quella di fondo naturale, limitano o riducono al minimo la dose di radiazioni riducendo il tempo di esposizione.
2. Distanza: l'intensità delle radiazioni diminuisce notevolmente con la distanza, con buona approssimazione con il quadrato della distanza (esattamente nel vuoto).[17]
3. Schermatura: l'aria o la pelle possono essere sufficienti per attenuare sostanzialmente la radiazione alfa e beta. Le barriere di piombo, calcestruzzo o acqua sono spesso utilizzate per dare protezione efficace da particelle più penetranti come i raggi gamma e i neutroni. Alcuni materiali radioattivi sono immagazzinati o manipolati sott'acqua o da telecomando in locali costruiti con calcestruzzo spesso o foderati con piombo. Ci sono particolari schermi plastici che bloccano le particelle beta, mentre l'aria basta ad arrestare le particelle alfa. L'efficacia di un materiale nella schermatura di radiazioni è determinata dal suo strato emivalente, ovvero lo spessore del materiale che riduce la radiazione della metà. Questo valore è una funzione del materiale stesso e del tipo e dell'energia delle radiazioni ionizzanti. Alcuni spessori di materiale attenuante generalmente accettati sono 5 mm di alluminio per gran parte delle particelle beta e 3 cm di piombo per radiazioni gamma.

Questi metodi possono essere applicati tutti sia a fonti naturali che artificiali. Per le fonti artificiali l'uso di schermature è importante per ridurre l'assorbimento. I materiali radioattivi sono confinati nello spazio più piccolo possibile e mantenuti fuori dall'ambiente, ad esempio in una cella calda (per la radiazione) o in una glovebox (scatola a guanti). Ad esempio, gli isotopi radioattivi per uso medico sono dispensati in strutture di trattamento chiuso, di solito glovebox, mentre i reattori nucleari operano in sistemi chiusi con barriere multiple che contengono i materiali radioattivi. Le stanze di lavoro, le celle calde e le glovebox sono a pressione inferiore a quella dell'ambiente esterno per impedire la fuoriuscita del materiale radioattivo all'esterno.
Nei conflitti nucleari o nei rilasci nucleari civili le misure di difesa civile possono contribuire a ridurre l'esposizione delle popolazioni riducendo l'ingestione di isotopi e l'esposizione professionale.

## Usi
La radiazione ionizzante ha molti utilizzi sia positivi e utili al progresso umano (industriali, medici) che negativi e distruttivi (militari). Ovviamente è opportuno valutare i rischi anche negli utilizzi positivi, per non incorrere in incidenti nucleari.

### Scopi industriali
La radiazione di neutrone è essenziale per il funzionamento di un reattore nucleare per la produzione di energia. I neutroni servono per bombardare gli atomi di Uranio-235 che oltre a suddividersi in due altri atomi, rilasceranno 3 neutroni che a loro volta andranno a bombardare altri atomi di Uranio-235. Questo processo è chiamato fissione nucleare.
I raggi x, gamma, beta e la radiazione di positrone vengono utilizzati nel controllo non distruttivo. Dei traccianti radioattivi sono utilizzati in applicazioni industriali, biologiche e in chimica delle radiazioni. La radiazione alfa viene usata in elettrostatica e negli impianti di rilevamento incendi.

### Scopi medici
La potenza penetrante delle radiazioni a raggi x, gamma, beta e di positrone viene utilizzata per l'imaging medico.
Gli effetti di sterilizzazione delle radiazioni ionizzanti sono anche utili per la pulizia di strumenti medici.
La radioterapia è una tecnica medica che utilizza le radiazioni ionizzanti per distruggere le cellule e le masse tumorali, cercando di risparmiare i tessuti e gli organi sani adiacenti al tumore. Infatti le cellule tumorali, sono in genere più sensibili alle radiazioni di quelle appartenenti ai tessuti sani. La conoscenza delle "curve di trasmissione in profondità della dose" costituisce il presupposto dal quale partire per scegliere la sorgente di radiazioni più adatta. Le curve sono normalizzate alla profondità in corrispondenza della quale, la dose rilasciata è massima. Inoltre, è bene considerare anche le curve TCP e NTCP che esprimono in funzione della dose, la probabilità rispettivamente di "controllo locale" della malattia e di produrre "complicazioni" nei tessuti sani. Quindi in ogni trattamento la dose somministrata deve rappresentare un compromesso tra una probabilità sufficientemente elevata di ottenere il risultato terapeutico e una probabilità sufficientemente bassa di produrre danni gravi e irreversibili ai tessuti sani.
Un'altra tecnica medica che utilizza le radiazioni ionizzanti è l'adroterapia, che utilizza particelle adroniche (protoni, ioni carbonio o altri tipi di ioni) prodotte da ciclotroni e sincrotroni. I fasci di protoni e ioni carbonio, rilasciano la loro energia ad una distanza stabilita, il cosiddetto "picco di Bragg". Il vantaggio principale è costituito dalla caduta della dose al di là del picco di Bragg. In Italia l'adroterapia è praticata a Pavia nel CNAO (Centro Nazionale di Adroterapia Oncologica), che è dotato di un sincrotrone in grado di accelerare i protoni sino all'energia di 250 MeV e gli ioni carbonio fino a 400 MeV/nucleone.

### Scopi militari
"L'umanità ha inventato la bomba atomica, ma nessun topo avrebbe mai costruito una trappola per topi." (Albert Einstein)
Le radiazioni ionizzanti sono utilizzate per alimentare le armi nucleari, in particolare le bombe al neutrone e al cobalto che sprigionano energia rispettivamente sotto forma di radiazione di neutrone e di raggi gamma per uccidere gli esseri viventi e lasciare intatte le strutture.
Un altro tipo di bomba che utilizza i neutroni è la bomba atomica (Bomba A) che sfrutta il processo di fissione nucleare.

## Sorgenti di radiazioni
La radiazione ionizzante è generata da reazioni nucleari, da decadimento nucleare, da temperature molto elevate o da accelerazione delle particelle cariche in campi elettromagnetici.
Le fonti naturali principali includono il sole, i fulmini e l'esplosione di una supernova. Le fonti artificiali includono reattori nucleari, acceleratori di particelle e tubi a raggi x.
Il Comitato scientifico delle Nazioni Unite per gli effetti della radiazione atomica (UNSCEAR) ha differenziato i vari tipi di esposizioni umane.
| Esposizione pubblica                           |                    |                                                           |
| Fonti naturali                                 | Normali occorrenze | Radiazioni cosmiche                                       |
| Fonti naturali                                 | Normali occorrenze | Fondo di radioattività naturale                           |
| Fonti naturali                                 | Fonti avanzate     | Industria mineraria                                       |
| Fonti naturali                                 | Fonti avanzate     | Industria dei fosfati                                     |
| Fonti naturali                                 | Fonti avanzate     | Miniere di carbone e produzione di energia dal carbone    |
| Fonti naturali                                 | Fonti avanzate     | Perforazione di petrolio e gas                            |
| Fonti naturali                                 | Fonti avanzate     | Industrie delle terre rare e del diossido di titanio      |
| Fonti naturali                                 | Fonti avanzate     | Industrie dello zirconio e delle ceramiche                |
| Fonti naturali                                 | Fonti avanzate     | Applicazioni del radio e del torio                        |
| Fonti naturali                                 | Fonti avanzate     | Altre situazioni di esposizione                           |
| Fonti artificiali                              | Scopi pacifici     | Produzione di energia nucleare                            |
| Fonti artificiali                              | Scopi pacifici     | Trasporto di materiali radioattivi e nucleari             |
| Fonti artificiali                              | Scopi pacifici     | Altre applicazioni oltre all'energia nucleare             |
| Fonti artificiali                              | Scopi militari     | Test nucleari                                             |
| Fonti artificiali                              | Scopi militari     | Residui nell'ambiente. Fallout nucleare Uranio impoverito |
| Source UNSCEAR 2008 Annex B retrieved 2011-7-4 |                    |                                                           |

L'esposizione artificiale media è molto più elevata nei paesi sviluppati, soprattutto a causa di scansioni CT e medicina nucleare.

### Fondo di radioattività naturale
Naturalmente gli esseri viventi sono soggetti all'azione di radiazioni ionizzanti naturali, alle quali si dà il nome di fondo di radioattività naturale. Il fondo di radioattività naturale è dovuto sia alla radiazione terrestre, la radiazione prodotta da nuclidi primordiali o da nuclidi cosmogenici in decadimento radioattivo, sia a quella extraterrestre, la radiazione cosmica. Per la loro presenza l'uomo riceve mediamente una dose di 2,4 millisievert/anno, valore che però varia moltissimo da luogo a luogo. In Italia ad esempio la dose equivalente media valutata per la popolazione è di 3,3 mSv/a. Questo valore deve costituire il riferimento per eventuali valutazioni di rischio radioprotezionistico.
L'elevata radiazione di fondo in un'area abitata si trova a Ramsar, soprattutto a causa del calcare naturale radioattivo utilizzato come materiale da costruzione. Circa 2000 dei residenti più esposti ricevono una dose di radiazioni media di 10 mGy all'anno, (1 rad/a) dieci volte più del limite consigliato dall'ICRP per l'esposizione al pubblico da fonti artificiali. Questo unico caso è più di 200 volte superiore alla radiazione di fondo media mondiale. Nonostante gli elevati livelli di radiazione di fondo che i residenti di Ramsar ricevono, non esistono prove convincenti che abbiano un rischio maggiore per la salute.

#### Radiazione cosmica
La Terra, e tutte le cose viventi su di essa, sono costantemente bombardate da radiazioni al di fuori del nostro sistema solare. Questa radiazione cosmica è costituita da particelle relativistiche: nuclei (ioni) caricati positivamente che vanno da 1 uma (protoni) (circa 85% di essa) a 26 uma e anche oltre. L'energia di questa radiazione può ben superare quella che gli esseri umani possono creare, anche nel più grande acceleratore di particelle (vedi Raggi cosmici ad altissima energia). Questa radiazione (costituita da raggi x, muoni, protoni, antiprotoni, particelle alfa, pioni, elettroni, positroni e neutroni) interagisce nell'atmosfera per creare radiazioni secondarie che scendono sulla terra. La radiazione cosmica che giunge sulla terra è in gran parte costituita da muoni, mesoni, neutroni e elettroni, con una dose che varia da parte a parte nel mondo e si basa in gran parte sul campo geomagnetico, sull'altitudine e sul ciclo solare.
I raggi cosmici includono anche raggi gamma ad alta energia, che vanno ben oltre le energie prodotte dal sole o da fonti umane.

#### Radiazione terrestre
La maggior parte dei materiali presenti sulla Terra contiene alcuni atomi radioattivi, anche se in piccole quantità. La maggior parte delle radiazioni di questo genere proviene da emissioni a raggi gamma da parte di materiali da costruzione, o da rocce e terreni all'aria aperta.  I radionuclidi più preoccupanti per la radiazione terrestre sono gli isotopi di potassio, uranio e torio. Un'importante fonte di radiazione naturale è il gas radon, che fuoriesce continuamente dallo strato roccioso del sottosuolo. Il Radon-222 è un gas prodotto dal decadimento del radio-226. Entrambi sono una parte della naturale catena di decadimento dell'uranio. L'uranio si trova nel suolo, in tutto il mondo, in diverse concentrazioni. Tra i non fumatori, il radon è la causa principale del cancro ai polmoni e, in generale, la seconda causa principale.
Tutti i materiali che sono i blocchi fondamentali della vita contengono una componente radioattiva. Poiché gli esseri umani, le piante e gli animali consumano cibo, aria e acqua, un inventario di radioisotopi si fonde all'interno dell'organismo (vedere dose equivalente a una banana). Alcuni radionuclidi, come il potassio-40, emettono un raggio gamma ad alta energia che può essere misurato dai sistemi sensibili di misurazione delle radiazioni elettroniche. Queste fonti di radiazioni interne contribuiscono alla dose totale da fondo di radioattività naturale assorbita da un individuo.

## Esposizione alle radiazioni
Di seguito sono elencate le principali esposizioni da radiazioni. 

Varie dosi di radiazioni in sieverts, che vanno dalle più irrilevanti alle più letali.

| Esposizione da incidenti                  |                                                                      |                                                                    |
| Esposizione professionale alle radiazioni |                                                                      |                                                                    |
| Fonti naturali                            |                                                                      | Esposizione ai raggi cosmici dei club dell'aria e degli astronauti |
| Fonti naturali                            | Esposizioni nelle industrie estrattive e di trasformazione           |                                                                    |
| Fonti naturali                            | Industrie di estrazione di gas naturale e petrolio                   |                                                                    |
| Fonti naturali                            | Esposizione al radon in posti di lavoro oltre a quelli delle miniere |                                                                    |
| Fonti artificiali                         | Scopi paciifici                                                      | Industrie di energia nucleare                                      |
| Fonti artificiali                         | Scopi paciifici                                                      | Utilizzi medici della radiazione                                   |
| Fonti artificiali                         | Scopi paciifici                                                      | Utilizzi industriali della radiazione                              |
| Fonti artificiali                         | Scopi paciifici                                                      | Utilizzi vari                                                      |
| Fonti artificiali                         | Scopi militari                                                       | Lavoratori esposti, vittime civili                                 |

### Esposizione pubblica
Le procedure mediche, come la radiografia, la medicina nucleare e la radioterapia sono di gran lunga la fonte più significativa di radiazioni artificiali per l'uomo.
Il pubblico è altresì esposto a radiazioni da prodotti di consumo, come tabacco (polonio-210), combustibili (gas, carbone, ecc.), televisione (tubi elettronici), sistemi aeroportuali.
Di minore impatto sono le radiazioni derivanti dal ciclo del combustibile nucleare, che comprende l'intera sequenza dall'elaborazione dell'uranio allo smaltimento del combustibile esaurito. Gli effetti di tale esposizione non sono stati misurati attendibilmente a causa delle dosi estremamente basse. Gli oppositori affermano che tali attività causano diverse centinaia di casi di cancro all'anno.
La Commissione Internazionale per la Protezione radiologica raccomanda di limitare l'irradiazione artificiale al pubblico a una media di 1 mSv (0.001 Sv) di dose efficace all'anno, escludendo le esposizioni mediche e professionali.
In una guerra nucleare,  le fonti di radiazioni sono i raggi gamma e le radiazioni di neutroni dell'esplosione di armi e del fallout nucleare.

### Esposizione nel volo spaziale
I raggi cosmici rappresentano un ostacolo enorme alla realizzazione di voli spaziali lunghi, come la missione su Marte.  La maggior parte delle particelle pericolose provengono dalle tempeste solari e dai raggi cosmici galattici (raggi gamma, raggi x, protoni, nuclei di elio e molti altri in minor quantità). Questi nuclei carichi, ad alta energia, sono bloccati dal campo magnetico terrestre, ma rappresentano una preoccupazione per la salute degli astronauti che viaggiano verso la luna o verso qualsiasi posizione lontana dall'orbita terrestre. Inoltre, non sono ancora disponibili contromisure perché le radiazioni spaziali sono così energetiche che richiederebbero un carico troppo pesante nell'astronave per raggiungere una significante riduzione della dose. Infatti per aumentare la schermatura è necessario aumentare il numero atomico del materiale utilizzato come bersaglio.
I principali rischi per la salute a cui vanno incontro gli astronauti sono cancro, danneggiamento di tessuti e sindrome acuta da radiazione. Il cancro è sempre stato considerato il rischio principale associato all'esposizione da radiazioni. La dose limite per gli astronauti è sempre stata calcolata basandosi sul rischio di cancro. Un altro rischio di interesse è quello del danneggiamento del sistema nervoso centrale, perché ad esempio nei topi, anche basse dosi di ioni pesanti provocano perdita di memoria spaziale e del riconoscimento.

### Esposizione nel trasporto aereo
Il tasso della radiazione cosmica sugli aeroplani è così elevato che, secondo la relazione delle Nazioni Unite UNSCEAR 2000, i lavoratori dell'equipaggio di volo ricevono in media più dose rispetto a qualsiasi altro lavoratore, compresi quelli delle centrali nucleari.  Questa radiazione include i raggi cosmici e gli eventi di brillamento solare. Gli equipaggi delle compagnie aeree ricevono più raggi cosmici se lavorano regolarmente in percorsi di volo vicini al polo Nord o Sud ad alta quota, dove questo tipo di radiazioni è massimale. Programmi software quali CARI, SIEVERT, PCAIRE tentano di simulare l'esposizione dei passeggeri.

### Segnali di pericolo di radiazioni
Il simbolo di radiazione ionizzante, carattere unicode ☢ (U+2622), è rappresentato dal segno del caratteristico trifoglio su sfondo giallo. Questo trifoglio è costituito da un disco centrale di raggio R e da tre foglie che si dipartono da esso il cui raggio interno è 1,5R e il raggio esterno 5R.
Luoghi con livelli pericolosi di radiazioni ionizzanti sono indicati da cartelli con questo simbolo, definito dalla norma tecnica ISO 7010. I cartelli sono generalmente posizionati al limite di un'area controllata di radiazioni o in qualsiasi luogo dove i livelli di radiazione sono significativamente superiori a causa dell'intervento umano.
Il segnale supplementare di pericolo di radiazioni ionizzanti definito dalla norma tecnica ISO 21482, di forma triangolare e sfondo rosso, è stato introdotto nel 2007 ed è destinato alle categorie IAEA 1, 2 e 3, definite come fonti pericolose in grado di provocare decesso o gravi lesioni, tra cui gli irradiatori alimentari, le macchine teleterapiche per il cancro e le unità radiografiche industriali. Il simbolo deve essere posto sul dispositivo che ospita la sorgente, come avvertimento per non smontare il dispositivo o per non avvicinarsi. Non deve essere visibile dall'esterno ma solo se qualcuno cerca di smontare il dispositivo. Il simbolo non si trova sulle porte di accesso agli edifici, sui pacchi di trasporto o sui contenitori.

Rispetto al segnale definito dalla norma ISO 7010, in quello definito nella norma ISO 21482 si aggiungono ulteriori ideogrammi su sfondo rosso: onde, teschio ed ossa incrociate, persona in fuga. Sostituisce in parte il simbolo a elica di serie, in alcune limitate circostanze specifiche; è utilizzato in depositi di rifiuti radioattivi a lungo termine, che potrebbero continuare ad esistere in un lontano futuro quando altri segnali di pericolo potrebbero essere dimenticati o male interpretati.

Simbolo di pericolo di radiazioni ionizzanti definito dalla norma ISO 7010.[26]
Segnale supplementare di pericolo destinato a IAEA di categoria 1, 2 e 3, sorgenti definite come fonti pericolose capaci di provocare decesso o gravi lesioni.[27]